# Eternal Circle
「Eternal Circle」（エターナル・サークル）は、椎名へきるの36枚目のシングル。2007年1月24日、ソニー・ミュージックレコーズより発売。
Sony Records時代の移籍前、最後のシングルになった。
[CD+DVD]のスペシャル・パッケージ。
DVDにはジャケット撮影のメイキング映像と、通算300回記念ライブの映像を中心とした『Eternal Circle』のミュージック・クリップを収録されている。

## 収録曲
1. Eternal Circle
  - 作詞・作曲：宮崎歩、編曲：大坪稔明
2. Eternal Circle（off vocal）